# Dysommina
Dysommina – rodzaj ryb promieniopłetwych z podrodziny Ilyophinae w obrębie rodziny Synaphobranchidae.

## Rozmieszczenie geograficzne
Do rodzaju należą gatunki występujące w wodach Oceanu Atlantyckiego, Oceanu Indyjskiego i Oceanu Spokojnego.

## Morfologia
Długość ciała do 37,1 cm.

## Systematyka
Rodzaj zdefiniował w 1951 roku amerykański ichtiolog Isaac Ginsburg w artykule poświęconym węgorzom z północnej części Gulf Coast w Stanach Zjednoczonych i niektórym gatunkom pokrewnym, opublikowanym w czasopiśmie Texas Journal of Science. Gatunkiem typowym jest (oryginalne oznaczenie (również monotypowe)) D. rugosa.

### Etymologia
Dysommina: rodzaj Dysomma Alcock, 1889; łac. przyrostek zdrabniający -ina.

### Podział systematyczny
Do rodzaju należą następujące gatunki:
- Dysommina brevis Vo & Ho, 2024
- Dysommina orientalis Tighe, Ho & Hatooka, 2018
- Dysommina proboscideus (Lea, 1913)
- Dysommina rugosa Ginsburg, 1951